# Nekrolog 1265
Nekrolog
◄◄
| ◄
| 1261
| 1262
| 1263
| 1264
| 1265 | 1266 | 1267 | 1268 | 1269 | ► | ►►
Weitere Ereignisse | Allgemeiner Nekrolog 1265
Die Beschreibung der verstorbenen Person sollte so kurz wie möglich gehalten sein und nur deren signifikante Tätigkeit(en) enthalten.
Neue Namen ggf. auch unter dem Geburts- und Sterbedatum, also etwa unter 1. Januar und im Geburts- und Sterbejahr (2024) eintragen (nur bei entsprechender großer Wichtigkeit). Für Beispiele siehe die schon vorhandenen Artikel.
Außerdem über die fünf zuletzt Verstorbenen, zu denen es einen ausreichend guten Artikel für eine Präsentation auf der Hauptseite gibt, nach der todesbedingten Überarbeitung der Artikel ggf. auch unter Wikipedia Diskussion:Hauptseite informieren und sie am besten auch in den anderen Wikipedia-Sprachversionen eintragen. Tipp: Regelmäßig bei news.google.de nach „ist tot“, „gestorben“ oder „verstorben“ suchen.
Wenn eine Person gestorben ist, gibt es viele Seiten zu dieser Person in der Wikipedia, die davon auch betroffen sind und entsprechend aktualisiert werden müssen. Beispiele: Namenübersichtsseite, Geburtsjahr, Geburtsort-Seiten und viele mehr.
Wie finde ich die betroffenen Seiten?
Im Suchfeld auf der linken Seite gibt man den Suchbegriff so ein: „Vorname Nachname“. Dann klickt man auf Volltext und alle Seiten mit entsprechendem Suchtext werden aufgerufen. Hier sieht man dann schnell, wo auch das Todesjahr Sinn macht oder sogar ein Teil des Artikels angepasst werden muss. Auch hilft das „Werkzeug“ auf der linken Seite sehr gut, um solche Seiten aufzufinden: „Links auf diese Seite“. Somit ist die Wikipedia wieder aktuell in allen Bereichen! Hinweis: bei Eintragung der Kategorie „Gestorben JAHR“ wird der Missbrauchsfilter 49 ausgelöst, was jedoch nicht schlimm ist. Siehe: Spezial:Missbrauchsfilter/49
Dies ist eine Liste von im Jahr 1265 verstorbenen bekannten Persönlichkeiten. Die Einträge erfolgen innerhalb der einzelnen Daten alphabetisch sortiert. Tiere sind im Nekrolog für Tiere zu finden.

## Januar
| Tag        | Name              | Beruf, bekannt als          | Alter | Beleg |
| ---------- | ----------------- | --------------------------- | ----- | ----- |
| 12. Januar | Godfrey de Ludham | englischer Geistlicher      |       |       |
| 31. Januar | Gottfried         | Benediktinerabt in Liesborn |       |       |

## Februar
| Tag         | Name      | Beruf, bekannt als                                        | Alter | Beleg |
| ----------- | --------- | --------------------------------------------------------- | ----- | ----- |
| 8. Februar  | Hülegü    | mongolischer Fürst und Feldherr, Enkel des Dschingis Khan |       |       |
| 24. Februar | Roger IV. | Graf von Foix                                             |       |       |
| 25. Februar | Ulrich I. | Graf von Württemberg (um 1241–1265)                       |       |       |

## März
| Tag      | Name                         | Beruf, bekannt als     | Alter | Beleg |
| -------- | ---------------------------- | ---------------------- | ----- | ----- |
| 13. März | Agnes von Schlesien-Liegnitz | Gräfin von Württemberg |       |       |

## Mai
| Tag     | Name                          | Beruf, bekannt als                            | Alter | Beleg |
| ------- | ----------------------------- | --------------------------------------------- | ----- | ----- |
| 11. Mai | Heinrich I. von Liechtenstein | Ministerialer; Landeshauptmann der Steiermark |       |       |
| 16. Mai | Simon Stock                   | Heiliger der katholischen Kirche              |       |       |
| 17. Mai | Albrecht I.                   | Herr (Fürst) von Mecklenburg (1264–1265)      |       |       |
| 19. Mai | Guichard V.                   | Connétable von Frankreich                     |       |       |

## Juni
| Tag      | Name         | Beruf, bekannt als                                    | Alter | Beleg |
| -------- | ------------ | ----------------------------------------------------- | ----- | ----- |
| 16. Juni | Doquz-Chatun | keraitische Prinzessin und Ehefrau des Ilchans Hülegü |       |       |

## August
| Tag        | Name                                     | Beruf, bekannt als                                  | Alter | Beleg |
| ---------- | ---------------------------------------- | --------------------------------------------------- | ----- | ----- |
| 4. August  | Henry de Montfort                        | englischer Adliger                                  | 26    |       |
| 4. August  | Hugh le Despenser, 1. Baron le Despenser | englischer Adliger, Großjusticiar von England       |       |       |
| 4. August  | Peter de Montfort                        | englischer Adliger, Vorsitzender des Mad Parliament |       |       |
| 4. August  | Ralph Basset                             | englischer Ritter und Rebell                        |       |       |
| 4. August  | Simon de Montfort, 6. Earl of Leicester  | Schwager des englischen Königs Heinrich III.        |       |       |
| 4. August  | Roger de St John                         | englischer Adliger und Rebell                       |       |       |
| 26. August | Anna von Böhmen                          | Herzogin von Schlesien                              |       |       |

## Oktober
| Tag         | Name                 | Beruf, bekannt als            | Alter | Beleg |
| ----------- | -------------------- | ----------------------------- | ----- | ----- |
| 27. Oktober | Humphrey V. de Bohun | englischer Adliger und Rebell |       |       |

## November
| Tag          | Name                        | Beruf, bekannt als                            | Alter | Beleg |
| ------------ | --------------------------- | --------------------------------------------- | ----- | ----- |
| 2. November  | Iring von Reinstein-Homburg | Bischof von Würzburg                          |       |       |
| 24. November | Magnus III.                 | König von Man und der westschottischen Inseln |       |       |

## Datum unbekannt
| Tag | Name                   | Beruf, bekannt als                        | Alter | Beleg |
| --- | ---------------------- | ----------------------------------------- | ----- | ----- |
|     | Albrecht I. von Borna  | Bischof von Merseburg                     |       |       |
|     | Arnold von Quedlinburg | deutscher Chronist                        |       |       |
|     | Eva von Lüttich        | Mystikerin, Inkludin                      |       |       |
|     | Henri II. Clément      | Marschall von Frankreich                  |       |       |
|     | John Mansel            | Lord Keeper of the Great Seal von England |       |       |
|     | Maredudd ap Owain      | Lord von Deheubarth in Südwales           |       |       |
|     | William Marshal        | englischer Adliger und Rebell             |       |       |
|     | Otto von Lonsdorf      | Bischof von Passau                        |       |       |
|     | Philippa Basset        | englische Adlige                          |       |       |